# Вулиця Плужника (Львів)
Вулиця Плужника — вулиця у Шевченківському районі міста Львова, в місцевості Голоско. Пролягає від вулиці Варшавської углиб забудови. Прилучається вулиця Випасова.

## Історія
Вулиця виникла у складі селища Голоско під назвою Варшавська бічна. Сучасна назва вулиця Плужника походить від 1993 року, на пошану українського письменника та поета Євгена Плужника.

## Забудова
Вулиця Плужника забудована п'ятиповерховими будинками 1960-х років, дев'ятиповерховими житловими будинками 1970-х—1980-х років. Під № 2 розташований дев'ятиповерховий будинок, споруджений у 1986 році як гуртожиток Львівського фінансового технікуму (нині — факультет управління фінансами та бізнесу Львівського національного університету імені Івана Франка). В гуртожитку 152 налічується кімнати, з яких: 40 — тримісних та 112 — двомісних кімнат, а загалом розрахований на 344 мешканці. Під № 5 — п'ятиповерхова будівля, споруджена у 1960-х роках як гуртожиток Львівського кінотехнікуму. У квітні 2018 року виконавчий комітет Львівської міської ради затвердив передачу приміщень гуртожитку у будинку на вул. Є. Плужника, 5 у власність територіальної громади міста Львова. Під № 6 — корпус № 2 Державного навчального закладу «Ставропігійське вище професійне училище міста Львова».